# Universitat privada
Una universitat privada o un centre privat d'educació superior és una universitat que no és gestionada per un govern ni rep finançament públic. Per tant, els canvis polítics o retallades de pressupost no els afecta tant com una universitat pública. Les universitats privades es financen amb els seus propis ingressos, que solen provenir de les matrícules dels alumnes, de donacions particulars o de patents registrades pels seus equips d'investigació.
Depenent de la regió, aquests centres privats poden estar subjectes o no a la reglamentació governamental. Les universitats privades són comunes en alguns països, però no existeixen en altres.
Generalment, les universitats privades tenen un preu de matriculació per a l'alumne més alt que les universitats públiques, ja que no reben subvencions de diners procedents dels imposts, però en algunes, especialment als Estats Units, s'ofereixen beques de les que es beneficien un elevat nombre d'alumnes.

## Xina
Des de l'any 2003, a la República Popular de la Xina (RPC) s'han creat universitats privades conjuntes. Normalment, els socis poden ser una universitat xinesa i una institució no xinesa. L'anglès sovint és l'únic idioma d'ensenyament en aquestes universitats, i moltes d'elles es concentren a oferir una educació humanística integral basada en el model d'universitats de recerca als Estats Units i Europa.

## Índia
Les universitats a l'Índia són reconegudes per la Comissió de Subvencions Universitàries (UGC), que deriva la seva autoritat de la Llei de la Comissió de Subvencions Universitàries de 1956. Les universitats privades a l'Índia es regulen segons la Normativa UGC (Creació i Manteniment d'Estàndards en Universitats Privades) de 2003. Segons la llei UGC i aquestes normatives, les universitats privades (estatals) es creen mitjançant actes de les assemblees legislatives estatals i són enumerades per la UGC a la Gaceta després de rebre l'acte corresponent. Com confirmat per una sentència del Tribunal Suprem de l'Índia, el reconeixement per part de la UGC és necessari per al funcionament de la universitat. A més, segons la normativa de 2003, la UGC envia comitès per inspeccionar universitats privades estatals i publica un informe sobre les seves inspeccions.

## Alemanya
Les universitats privades d'Alemanya, finançades i gestionades de manera privada, ofereixen programes pràctics orientats a la carrera en els nivells de grau i de postgrau. A diferència de les universitats públiques, que cobren taxes de matrícula baixes i tenen grups grans, les universitats privades cobren taxes més altes però ofereixen un enfocament individualitzat. A Alemanya hi ha 83 universitats privades (anomenades Privathochschule) i 45 universitats eclesiàstiques (anomenades kirchliche Hochschule). De manera similar a les universitats públiques, es subdivideixen en Universitäten (universitats de recerca), Fachhochschulen (universitats de ciències aplicades) i Kunst- und Musikhochschulen (escoles d'art). Les universitats privades a Alemanya necessiten una acreditació institucional per part de l'estat.

## França
Des de l'any 1880, les institucions educatives privades tenen prohibit anomenar-se "universitat", i la majoria de les universitats a França són públiques. A França, els establiments d'ensenyament superior són part d'un sistema educatiu alternatiu que funciona al costat del sistema principal d'universitats públiques franceses. Els establiments d'ensenyament superior poden ser públics, semi-privats o privats, però els més prestigiosos són públics.